# John Presper Eckert
John Adam Presper Eckert Jr. (født 9. april 1919, død 3. juni 1995) var en amerikansk elektroingeniør, der var med til at skabe verdens første elektroniske computer, ENIAC, sammen med fysikeren John Mauchly i 1943-46. I 1951 færdiggjorde det samme team maskinen UNIVAC, den første computer rettet mod et kommercielt marked. Eckert var meget aktiv inden for den elektroniske industri; han havde rettigheder til over 80 patenter og modtog adskillige videnskabelige hædersbevisninger.